# سانتياغو كيويستا
سانتياغو كيويستا هو مجدف كوبي، ولد في 22 نوفمبر 1947.

## وصلات خارجية
- سانتياغو كيويستا على موقع الاتحاد الدولي للتجديف (الإنجليزية)
- سانتياغو كيويستا على موقع اللجنة الأولمبية الدولية (الإنجليزية)
- سانتياغو كيويستا على موقع أوليمبيديا (الإنجليزية)